# Валепиетра
Валепиѐтра (на италиански: Vallepietra) е село и община в Централна Италия, провинция Рим, регион Лацио. Разположено е на 825 m надморска височина. Населението на общината е 308 души (към 2010 г.).